# NK Milengrad 2005 Budinščina
| Radovi u tijeku! |
| Jedan vrijedni suradnik upravo radi na ovom članku! Mole se ostali suradnici da NE UREĐUJU članak dok je ova obavijest prisutna. Koristite stranicu za razgovor ako imate komentare i pitanja u vezi s člankom. Kada radovi budu gotovi predložak će ukloniti suradnik koji ga je postavio na članak! Predložak može svatko ukloniti ako 6 sati nije bilo promjena u članku i njegovoj stranici za razgovor. |

Nogometni klub "Milengrad 2005" ("Milengrad 2005" Budinščina; Milengrad 2005 Budinščina; Milengrad 2005) je nogometni klub iz Budinščine, Krapinsko-zagorska županija, Republika Hrvatska. 
 
U sezoni 2024./25. "Milengrad 2005" se natječe u "2. ŽNL Krapinsko-zagorskoj", ligi sedmog stupnja hrvatskog nogometnog prvenstva.

## Vanjske poveznice
- Nk "Milengrad 2005" Budinščina, Facebook stranica
- (engl.) sofascore.com, NK Milengrad 2005 Budinščina
- budinscina.hr, nk milengrad
- nskkz.hr, NK Milengrad 2005
- sportilus.com, NOGOMETNI KLUB MILENGRAD 2005